# Mentzelia chrysantha
Mentzelia chrysantha är en brännreveväxtart som beskrevs av Georg George Engelmann. Mentzelia chrysantha ingår i släktet Mentzelia och familjen brännreveväxter. Inga underarter finns listade i Catalogue of Life.